# 拉巴·阿布德
拉巴·阿布德（1981年1月1日—）是一名阿爾及利亞田徑運動員，曾代表國家參加2012年倫敦奧運的男子5000公尺比賽，並未獲得獎牌。

## 外部連結
- 拉巴·阿布德在的頁面